# بيل أمي
بيل أمي (بالفرنسية: Bel Ami)‏ هي ثاني روايات الكاتب الفرنسي غي دي موباسان، والتي نشرت في عام 1885؛ ظهرت ترجمة باللغة الإنجليزية بعنوان بيل أمي، أو قصة وغد: رواية (بالإنجليزية: Bel Ami, or, The History of a Scoundrel: A Novel)‏ للمرة الأولى في عام 1903.
تروي القصة ارتقاء الصحافي الفاسد جورج دوروا إلى السلطة من ضابط صف سابق وفقير إلى أحد أكثر الرجال نجاحا في باريس، وحقق أغلب ثروته من خلال التلاعب بمجموعة من العشيقات الثريات.

## روابط خارجية
- بيل أمي على موقع الموسوعة البريطانية (الإنجليزية)